# Cratérope brun
Turdoides plebejus
Espèce
Statut de conservation UICN

 LC  : Préoccupation mineure
Le Cratérope brun (Turdoides plebejus) est une espèce de passereaux de la famille des Leiothrichidae.

## Description
Cet oiseau mesure entre 20 et 25 centimètres de longueur et pèse environ 60 à 70 grammes. Son plumage est marron gris, sa gorge blanc strié, ses plumes de couleur bronze et le bec noir.

## Répartition
Cette espèce vit dans l'ouest, le centre et l'est de l'Afrique depuis le sud mauritanien, le Sénégal jusqu'au Soudan, l'Ouganda et l'ouest kényan.

## Habitat
Cette espèce vit dans la savane, les zones ripariennes, les parcs, les jardins, les plaines boisées et les terres cultivées. 

## Nidification

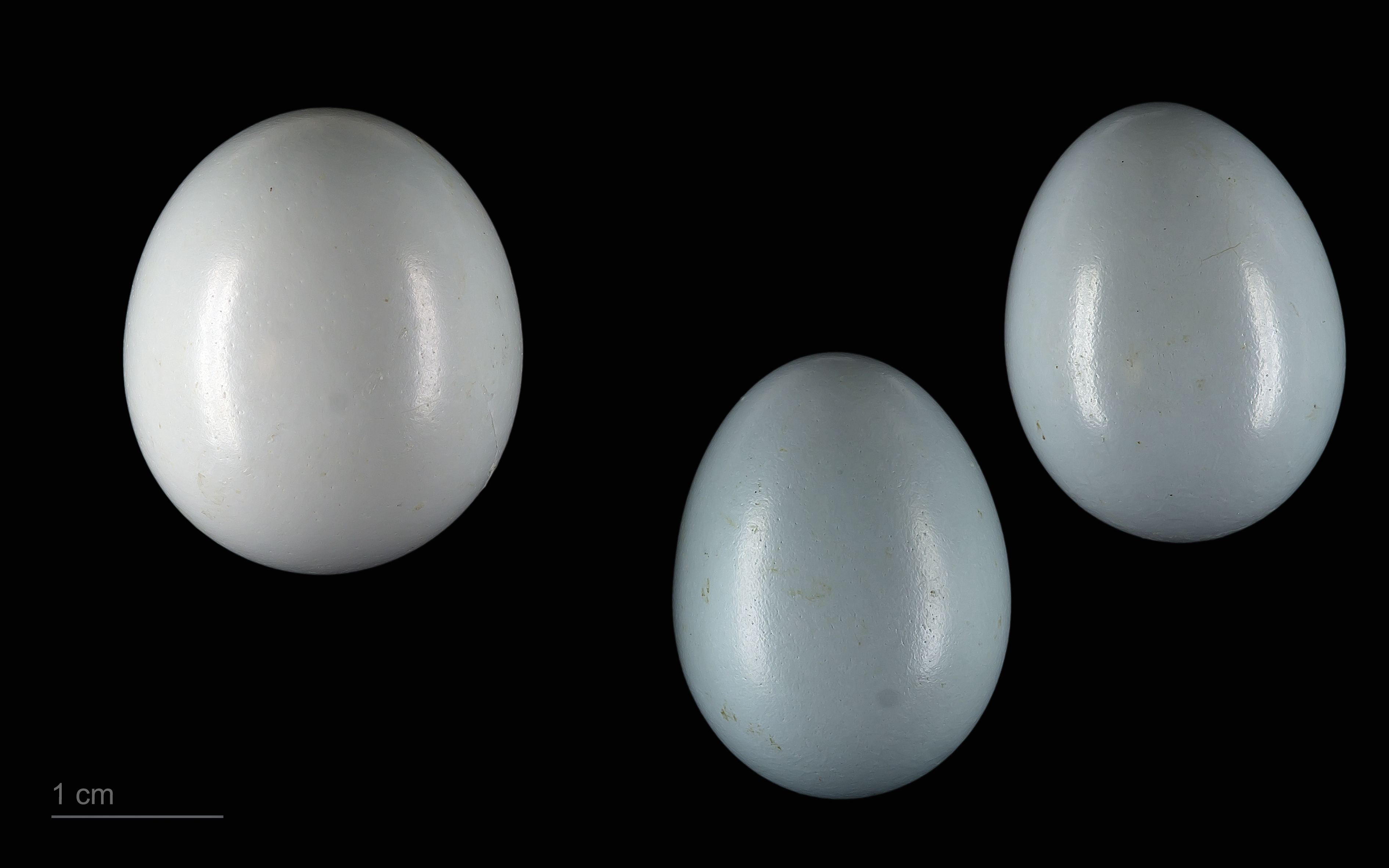
Œuf de Clamator levaillantii dans un nid de Turdoide plebejus - Muséum de Toulouse

Cet oiseau creuse son nid dans le sol.

## Régime alimentaire
Cette espèce se nourrit d'insectes variés, de baies, de fruits et à l'occasion de petites charognes.